# Deutsche Dreiband-Meisterschaft 1935

Veranstaltungsort: Bremen

Die Deutsche Dreiband-Meisterschaft 1935 war die siebte Ausgabe dieser Turnierserie und fand vom 28. bis 31. März in Bremen statt.

## Geschichte
Nach 1932 fanden innerhalb eines Jahres wieder zwei Meisterschaften statt. Dieses Turnier gehörte zur Saison 1934/35, das Turnier im Herbst gehörte schon zur nachfolgenden Saison 1935/36.
Titelverteidiger und viermaliger Seriengewinner war erneut Otto Unshelm, zum zweiten Mal nach 1934 blieb er ungeschlagen. Als Vizetitelträger löste Erich Stoewe Georg Berrisch ab, der bis 1937 an keiner DDM mehr teilnahm. Stoewe sollte das gleiche Schicksal treffen wie zuvor Berrisch, als „ewiger Zweiter“. Unshelm stellte den von Bechter 1934 aufgestellten Rekord in der Höchstserie (HS) von 9 ein. Der „ewige Dritte“, Willy Pesch, spielte den besten Generaldurchschnitt (GD) von 0,592. Auf dem undankbaren vierten Platz landend spielte Gerd Thielens den besten Einzeldurchschnitt (ED) von 0,781. Letzter wurde Franz Müller, der kein einziges Spiel gewinnen konnte.

## Modus
Es spielte „Jeder gegen Jeden“ (Round Robin) auf 50 Punkte.

## Abschlusstabelle
| MP    | Match Points (Sieger = 2; Unentschieden = 1; Verlierer = 0) |
| Pkte. | Erzielte Karambolagen                                       |
| Aufn. | Benötigte Versuche                                          |
| GD    | Generaldurchschnitt                                         |
| BED   | Bester Einzeldurchschnitt eines Spielers                    |
| HS    | Höchstserie                                                 |
|       | Bester GD des Turniers                                      |
|       | Bester ED des Turniers                                      |
|       | Beste HS des Turniers                                       |
|       | 1. Platz (Gold)                                             |
|       | 2. Platz (Silber)                                           |
|       | 3. Platz (Bronze)                                           |

| 1                          | Otto Unshelm (Elberfeld)      | 12:0 | 300 | 541 | 0,554 | 0,724 | 9 |
| 2                          | Erich Stoewe (Berlin)         | 10:2 | 291 | 588 | 0,494 | 0,632 | 6 |
| 3                          | Willy Pesch (Köln)            | 8:4  | 291 | 491 | 0,592 | 0,684 | 5 |
| 4                          | Gerd Thielens (Gelsenkirchen) | 6:6  | 289 | 581 | 0,497 | 0,781 | 7 |
| 5                          | Paul Marcus (Remscheid)       | 4:8  | 242 | 581 | 0,416 | 0,549 | 5 |
| 6                          | Oswald Flügel (Köln)          | 2:10 | 187 | 466 | 0,401 | 0,581 | 5 |
| 7                          | Franz Müller (Solingen)       | 0:12 | 192 | 588 | 0,326 | –     | 4 |
| Turnierdurchschnitt: 0,467 |                               |      |     |     |       |       |   |